# Teneur
Teneur és un municipi francès situat al departament del Pas de Calais i a la regió dels Alts de França. L'any 2007 tenia 272 habitants.

## Demografia

### Població
El 2007 la població de fet de Teneur era de 272 persones. Hi havia 102 famílies de les quals 20 eren unipersonals (4 homes vivint sols i 16 dones vivint soles), 35 parelles sense fills, 39 parelles amb fills i 8 famílies monoparentals amb fills.
La població ha evolucionat segons el següent gràfic:

### Habitatges
El 2007 hi havia 145 habitatges, 99 eren l'habitatge principal de la família, 42 eren segones residències i 3 estaven desocupats. Tots els 113 habitatges eren cases. Dels 99 habitatges principals, 77 estaven ocupats pels seus propietaris, 19 estaven llogats i ocupats pels llogaters i 3 estaven cedits a títol gratuït; 1 tenia dues cambres, 13 en tenien tres, 26 en tenien quatre i 59 en tenien cinc o més. 89 habitatges disposaven pel capbaix d'una plaça de pàrquing. A 45 habitatges hi havia un automòbil i a 44 n'hi havia dos o més.

### Piràmide de població
La piràmide de població per edats i sexe el 2009 era:
| Homes | Edats   | Dones |
| ----- | ------- | ----- |
| 0     | 95 o +  | 0     |
| 0     | 90 a 94 | 0     |
| 0     | 85 a 89 | 0     |
| 4     | 80 a 84 | 4     |
| 0     | 75 a 79 | 4     |
| 8     | 70 a 74 | 0     |
| 12    | 65 a 69 | 8     |
| 12    | 60 a 64 | 4     |
| 12    | 55 a 59 | 12    |
| 4     | 50 a 54 | 8     |
| 12    | 45 a 49 | 4     |
| 8     | 40 a 44 | 8     |
| 24    | 35 a 39 | 4     |
| 4     | 30 a 34 | 12    |
| 0     | 25 a 29 | 20    |
| 0     | 20 a 24 | 0     |
| 20    | 15 a 19 | 16    |
| 16    | 10 a 14 | 12    |
| 24    | 5 a 9   | 4     |
| 8     | 0 a 4   | 20    |

## Economia
El 2007 la població en edat de treballar era de 156 persones, 109 eren actives i 47 eren inactives. De les 109 persones actives 97 estaven ocupades (55 homes i 42 dones) i 13 estaven aturades (5 homes i 8 dones). De les 47 persones inactives 9 estaven jubilades, 16 estaven estudiant i 22 estaven classificades com a «altres inactius».

### Ingressos
El 2009 a Teneur hi havia 101 unitats fiscals que integraven 273 persones, la mediana anual d'ingressos fiscals per persona era de 14.506 €.

### Activitats econòmiques
Dels 10 establiments que hi havia el 2007, 2 eren d'empreses de fabricació d'altres productes industrials, 3 d'empreses de construcció, 1 d'una empresa de comerç i reparació d'automòbils, 2 d'empreses d'hostatgeria i restauració, 1 d'una empresa de serveis i 1 d'una entitat de l'administració pública.
Els 2 serveis als particulars que hi havia el 2009 eren paletes.
L'any 2000 a Teneur hi havia 7 explotacions agrícoles que ocupaven un total de 267 hectàrees.

## Equipaments sanitaris i escolars
El 2009 hi havia una escola elemental integrada dins d'un grup escolar amb les comunes properes formant una escola dispersa.

## Poblacions properes
El següent diagrama mostra les poblacions més properes.